# Terrell Davis
Terrell Lamar Davis (San Diego, Californië, 28 oktober 1972) is een Amerikaans voormalig Americanfootballspeler voor de Denver Broncos in de National Football League. Davis speelde als running back, won tweemaal de Super Bowl en is in 2017 opgenomen in de Pro Football Hall of Fame.